# Pełch
Pełch [pɛu̯x] est un village polonais de la gmina de Perlejewo dans le powiat de Siemiatycze et dans la voïvodie de Podlachie. Il se situe à environ 6 kilomètres au nord-ouest de Perlejewo, à 32  kilomètres au nord-ouest de Siemiatycze et à 73 kilomètres au sud-ouest de Białystok. 

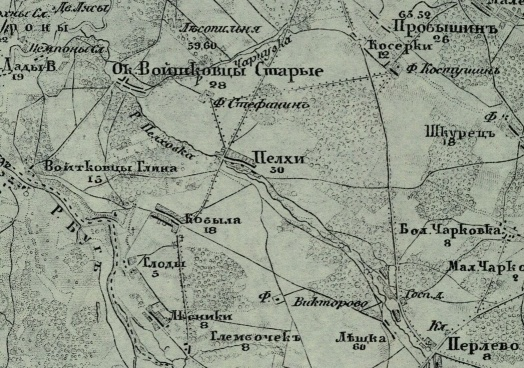
Village Pełch (Пелхи) sur la carte de Shubert (1866)